# SIXAXIS
SIXAXIS（シックスアクシス）は、ソニーが製造したワイヤレスゲームパッドであり、同社のPlayStation 3用に設計された。2006年にPlayStation 3とともに導入され、2008年まで同ゲーム機の公式コントローラとして採用された。SIXAXISは後継モデルであるDUALSHOCK 3に引き継がれた。このDUALSHOCK 3は、以前のDUALSHOCKおよびDUALSHOCK 2コントローラと同様に触覚技術（フォースフィードバックとも呼ばれる）を組み込んだ改良型コントローラである。SIXAXISコントローラは、PSP GoおよびPlayStation TVでもBluetoothを介して使用することができる。ただし、使用前にPlayStation 3コンソールでコントローラを登録する必要がある。  
DUALSHOCK 3は当初、PlayStation 3の発売時に同梱される予定だった。しかし、ソニーは2004年の訴訟でImmersionとの間で特許侵害をめぐる判決を争っている最中だった。この訴訟は、以前のPlayStationコントローラに使用されていた触覚フィードバック技術に関するもので、法的な争いがPS3コントローラの初期設計から振動機能を除外する決定につながり、それがSIXAXISとして知られるモデルの誕生をもたらした。  
「SIXAXIS」という用語は、PlayStation 3コントローラのモーションセンサー技術を指すためにも使用される。これは「six axis（6軸）」の縮約語であり、PlayStation 3コントローラが六自由度でモーションを感知する能力を有していることを示している。しかし、名称は誤称であり、実際には3つの座標軸（X、Y、Z）のみが存在し、それぞれの軸についての回転と並進を含めて六自由度を提供している。SIXAXISという名称は回文でもあり、前後どちらから読んでも同じ綴りとなる点も特徴である。

## 歴史

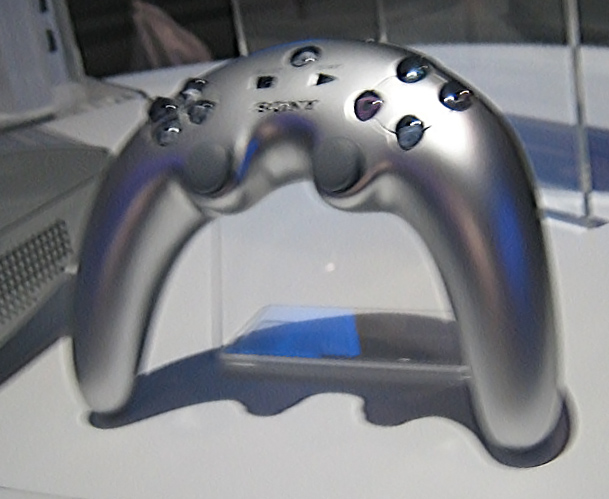
「ブーメラン」または「バナナ」コントローラと呼ばれるオリジナルデザイン。このデザインは不評を受けてすぐに放棄された

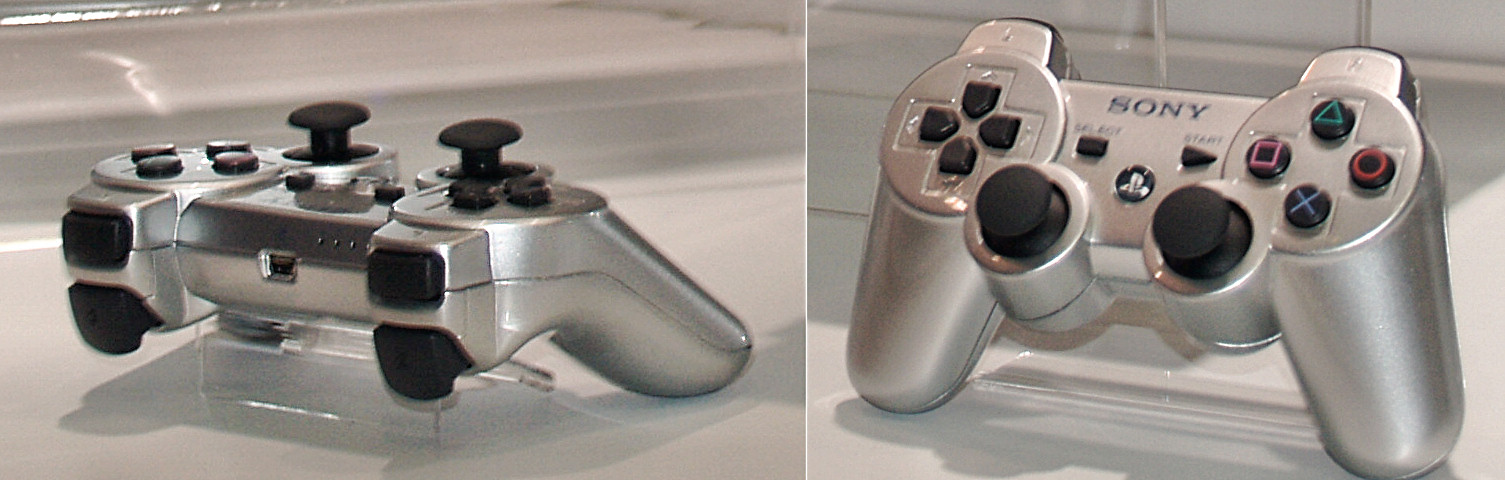
E3 2006で展示されたプロトタイプのシルバーSIXAXISコントローラ。このモデルには上部に「SIXAXIS」のブランド名が付いていなかった

E3 2005でソニーはPlayStation 3コントローラの「ブーメラン」デザインを披露した。このデザインは実際の製品には採用されなかった。ソニーは後にこのオリジナルコントローラについて「明らかにデザインコンセプトとして設計されており最終的なコントローラとして意図されたものではない」と述べた。
E3 2006でソニーはSIXAXISを発表した。このコントローラはワイヤレスでモーションセンサー機能を搭載しており、基本デザインは従来のDUALSHOCKコントローラに似ている。このコントローラは発売時にすべての新システムに同梱されていた。しかし80 GB（CECHKxx、CECHLxx、CECHMxx）モデルが登場した際にSIXAXISはDUALSHOCK 3に置き換えられた。DUALSHOCK 3は振動機能を追加しSIXAXISのデザインや機能および特性を引き継いでいる。その後SIXAXISコントローラは段階的に生産が終了されすべての地域でDUALSHOCK 3に完全に置き換えられた。SIXAXISが最も長く生産されたのはヨーロッパであり2008年夏に発売されたMetal Gear Solid 4: Guns of the PatriotsのPlayStation 3バンドルにSIXAXISが同梱されていた。

## 特徴とデザイン
SIXAXISコントローラの主要な特徴であり、その名前の由来でもあるのは、三次元のすべての軸に沿った回転の方向と並進の加速度を検知する能力であり、これによって六自由度を提供する。この機能は物議を醸し、任天堂が新しいゲーム機のコントローラ（Wiiリモコン参照）にモーションセンサー機能を搭載すると発表してから8か月以内にSIXAXISが発表されたという状況から、モーションセンサー機能の追加はソニーが任天堂の動きに追随するために後期段階で決定したのではないかという憶測を呼んだ。また、Warhawkを開発していたIncognito Entertainmentの開発者が、E3の10日ほど前にモーションセンサー機能付きの開発用コントローラを受け取ったと発言したことも議論の一因となった。その後、SIEサンタモニカスタジオの開発者Brian Uptonは、Incognitoはモーションセンサー技術を「しばらくの間」秘密裏に開発していたが、実際に動作するコントローラを受け取ったのは「E3の数週間前」であったと釈明した。  
SIXAXISはDUALSHOCK 2と比較してアナログ感度が向上しており、8ビット精度から10ビット精度に向上している。また、このコントローラはゲームプレイ中常にアナログ信号とデジタル信号を同時に使用している。L2ボタンとR2ボタンの下フレームは省略されており、これらのボタンはトリガーのような形状になっている。ボタンの押し込み距離がアナログ入力の度合いを決定する仕組みになっている。以前のソニーのアナログコントローラ（アナログ、DUALSHOCK、DUALSHOCK 2）に搭載されていた「アナログ」モードボタンの代わりに、PlayStationロゴをあしらった宝石のような「PSボタン」が配置されている。このボタンはホームメニューやXMB（システムソフトウェアバージョン2.40以降）にアクセスしたり、コントローラ入力を切り替えたり、コンソールやコントローラの電源をオンまたはオフにするために使用される。このPSボタンは、マイクロソフトのXbox 360のコントローラにある「ガイド」ボタンやWiiリモコンの「ホーム」ボタンと同様の機能を果たしている。

### 振動機能の欠如
ソニーは、モーションセンサーを搭載したため、従来のPlayStationコントローラに搭載されていた振動機能を削除したと発表した。ソニーは、振動がモーションセンサーの動作を妨げる可能性があると主張した。このため、SIXAXISコントローラは、DualShockなどの重いコントローラに慣れたプレイヤーにとって軽いと感じられるものとなった。ソニーを特許侵害で訴え勝利したImmersion Corporation（触覚技術の開発企業）は、この理由に懐疑的な見解を示した。同社の社長Victor Viegasはインタビューで「それはさほど難しい問題ではないと思う。また、Immersionにはその問題を解決できる専門家がいる」と述べ、ソニーが特許侵害判決への上訴を取り下げれば解決に協力すると付け加えた。一方で、同時代のモーションコントローラであるWiiリモコンは振動機能を統合していた。  
Immersionはその後、次世代の振動フィードバック技術であるTouchSenseを発表した際に、モーションセンサーとの互換性を強調した。その後、ソニーはImmersionの主張を退ける発言を行った。SCEAのマーケティング担当シニアVPであるPeter Dilleは、「Immersionの人々は報道を通じて交渉を行い、こちらへの主張を試みているようだ…我々は振動がSIXAXISコントローラに干渉する可能性について話している」と述べた。  
しかし、その約8か月後に発表されたプレスリリースにおいて、ソニーのワールドワイドスタジオ社長フィル・ハリソンは、ソニーのコントローラに振動機能を搭載する必要性を感じていないと述べた。彼は振動を「前世代の機能」とし、「モーション感知が次世代の機能であると考えている」と述べた。また、振動や他の形式のフィードバックは特定の種類のゲームで依然として価値があるが、それはおそらくサードパーティ製のコントローラから得られるだろうと付け加えた。ソニーはその後、振動機能を搭載したDUALSHOCK 3コントローラの開発を決定した。

### ワイヤレス技術
従来のPlayStationコントローラとは異なり、SIXAXISはBluetooth標準に基づくワイヤレス接続機能を備えている。ただし、SIXAXISには通常Bluetoothデバイスとワイヤレス接続する際に使用される「Bluetoothディスカバリーモード」がない。そのため、ワイヤレス接続を行う前にSIXAXISを適切なBluetoothアドレスに設定するには、有線のUSB接続が必要となる。PSP GoやPlayStation TVで使用する場合も、SIXAXISの設定にはPS3が必要である。  
PlayStation 3コントローラは、Bluetooth対応のApple Macintoshコンピュータと互換性があり、外部ソフトウェアを必要としない。この制限にもかかわらず、カスタムソフトウェアやBluetoothドライバを使用することで、SIXAXISおよびDUALSHOCK 3コントローラをPCやAndroidデバイスで使用するための回避策が開発されている。Androidの場合、アプリとルート権限（スーパーユーザーアクセス）が必要となることもある。

### 電源
SIXAXISワイヤレスコントローラは、3.7Vのリチウムイオン電池を内蔵しており、フル充電で最大30時間の連続使用が可能である。サードパーティ製の交換用バッテリーも利用可能である。当初、SIXAXISのバッテリーは交換できないと考えられていたが、ソニーの広報担当者は「SIXAXISはバッテリ性能が劣化する前に何年も動作するはずだ。もしそれが起きた場合には、ソニーがこれらのアイテムを交換するサービスを提供するだろう」と述べていた。その後、SIXAXISがバッテリーを取り外す方法の説明書を同梱していることが明らかになり、バッテリーが完全に交換可能であることが判明した。このバッテリーはDUALSHOCK 3でも使用されている。  
SIXAXISはまた、USBミニBコネクタを介してUSBケーブルから電源を供給することができる。これにより、バッテリーの残量が少ない場合でもコントローラを使用可能であり、バッテリーの充電にも使用される。USB接続時には、コントローラはUSB接続を介してコンソールと通信し、ワイヤレス接続は使用されない。この仕様は、DUALSHOCK 3でも同様である。

### LEDランプ

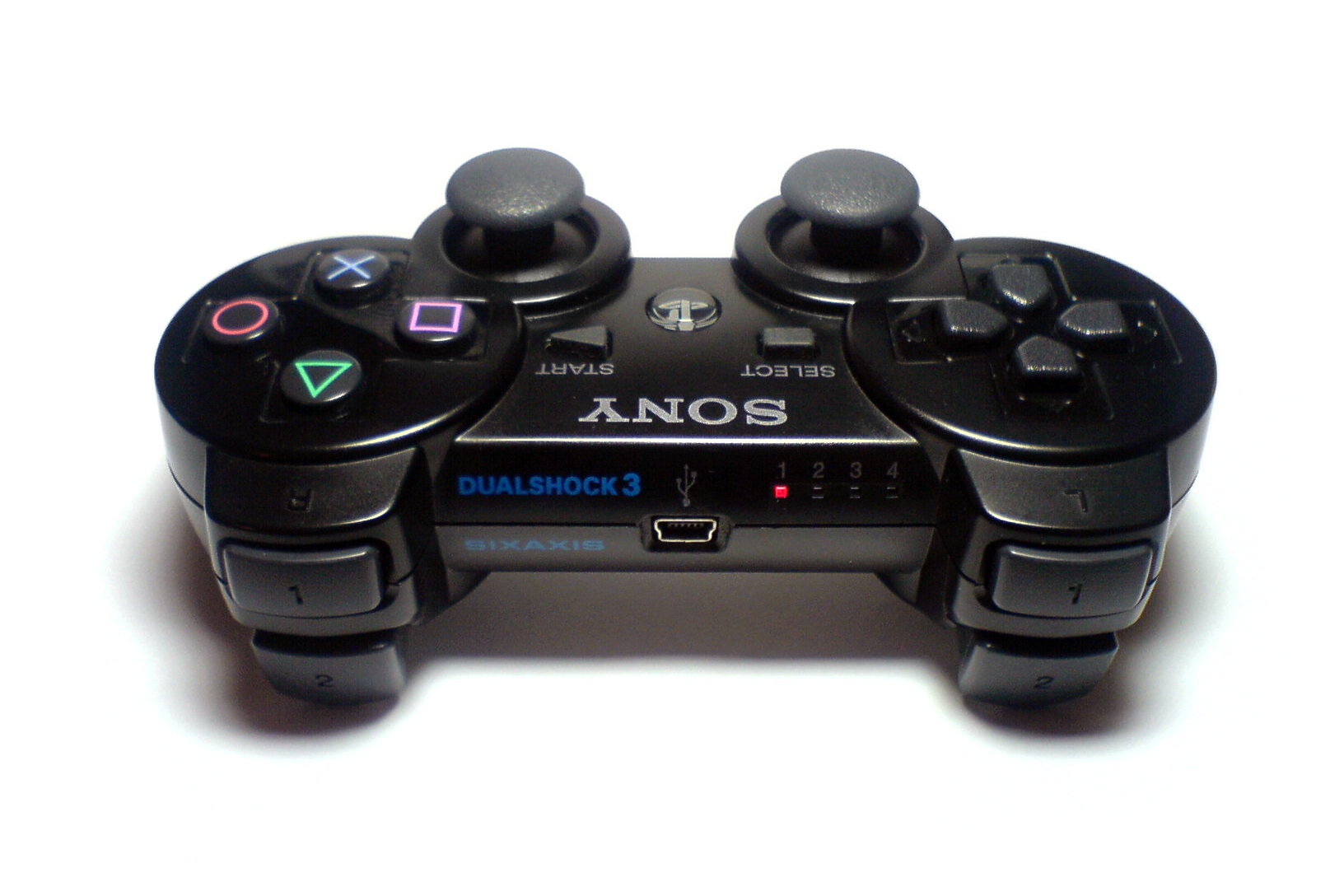
DualShock 3 SIXAXISコントローラの上部にあるLEDランプ

コントローラの上部には4つの番号付きLEDランプが並んでおり、複数のワイヤレスコントローラを識別するために使用される。これらはWiiリモコンやXbox 360 コントローラのリングライトに見られるインジケータに似ている。PlayStation 3は最大7台のコントローラをサポートしているが、コントローラには4つのLEDしかないため、5番目、6番目、7番目のコントローラは他のインジケータの合計として表される（例えば、コントローラ5はインジケータ「4」と「1」を同時に点灯させて表される。4+1=5のため）。  
ソニーはまた、これらのLEDの動きをPlayStation Eyeカメラで追跡する技術を特許取得しており、PlayStation Moveコントローラと併用するために設計されている。この技術はDUALSHOCK 3では使用されなかったが、その後継機であるDUALSHOCK 4には、モーショントラッキングやプレイヤー識別に使用されるライトバーが搭載されている。